# Pimelodella chagresi
Espèce
Pimelodella chagresi est une espèce de poissons de la famille des Heptapteridae dans l'ordre des Siluriformes. On le rencontre en eau douce en Amérique du Sud. Le mâle peut atteindre 15 cm de long.